# SMS Scharnhorst

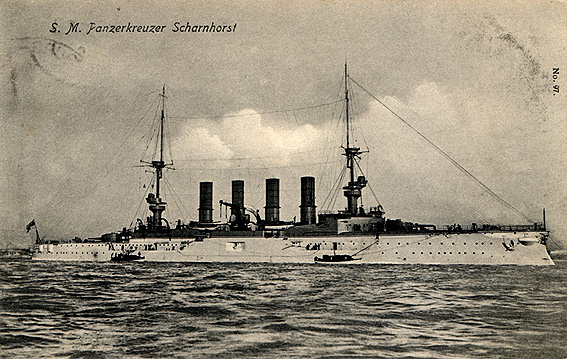
SMS Scharnhorst

SMS Scharnhorst var en pansarkryssare i Kaiserliche Marine under första världskriget. Från 1913 var Maximilian von Spee befälhavare. Namnet kommer från Gerhard von Scharnhorst. Hon var ett av flera fartyg som sänktes av britterna 8 december 1914 under Sjöslaget vid Falklandsöarna och gick under med man och allt.

## Upptäckt av vraket
2014 försökte en expedition ledd av arkeologen Mensun Bound hitta de sänkta skeppen men utan resultat. 2019 var Bound tillbaka i ett andra försök, den här gången med forskningsfartyget Seabed Constructor. Den 5 december 2019 hittade expeditionen vraket på ca 1600 meters djup, ungefär 180 km sydost om Falklandsöarna.